# Medi Harris
Medi Eira Harris (* 15. September 2002 in Porthmadog) ist eine britische Schwimmerin. Sie gewann bei Weltmeisterschaften bis 2024 je eine Silber- und Bronzemedaille. Bei Europameisterschaften erschwamm sie einmal Gold, zweimal Silber und einmal Bronze. Bei Commonwealth Games erkämpfte sie eine Bronzemedaille.

## Sportliche Karriere
Medi Harris gewann 2017 eine Bronzemedaille über 50 Meter Rücken bei den Youth Commonwealth Games. Bei den Junioreneuropameisterschaften 2019 wurde Harris Siebte über 50 Meter Rücken und Achte über 100 Meter Rücken.
Im Juni 2022 bei den Weltmeisterschaften in Budapest erreichte Harris den siebten Platz über 100 Meter Rücken, zwei Tage später wurde sie auch Siebte über 50 Meter Rücken. Die 4-mal-100-Meter-Mixed-Lagenstaffel mit Medi Harris, James Wilby, James Guy und Freya Anderson erreichte den vierten Platz und hatte 0,11 Sekunden Rückstand auf das drittplatzierte Quartett aus  den Niederlanden. Von Ende Juli 2022 bis Anfang August wurden in Birmingham die Commonwealth Games ausgetragen. Medi Harris gewann die Bronzemedaille über 100 Meter Rücken hinter der Australierin Kaylee McKeown und der Kanadierin Kylie Masse. Über 50 Meter Rücken belegte sie den fünften Platz. Wales stellte auch zwei Mixed-Staffeln. Rebecca Sutton, Medi Harris, Matthew Richards und Dan Jones belegten den vierten Platz in der 4-mal-100-Meter-Mixed-Freistilstaffel. Die Mixed-Lagenstaffel mit Medi Harris, Kyle Booth, Harriet Jones und Matthew Richards schlug als Fünfte an. Eine Woche nach dem Ende der Commonwealth Games fanden dann in Rom die Europameisterschaften 2022 statt. Freya Colbert, Lucy Hope, Medi Harris und Freya Anderson erschwammen den zweiten Platz in der 4-mal-200-Meter-Freistilstaffel hinter den Niederländerinnen. Für ihren Vorlaufeinsatz erhielten auch Tamryn van Selm und Holly Hibbott eine Silbermedaille. Über 50 Meter Rücken belegte Harris den fünften Platz. Die 4-mal-100-Meter-Freistilstaffel siegte mit Lucy Hope, Anna Hopkin, Medi Harris und Freya Anderson. Über 100 Meter Rücken schlug Harris als Zweite hinter der Italienerin Margherita Panziera an. Harris hatte 0,06 Sekunden Rückstand auf Panziera und 0,07 Sekunden Vorsprung vor der drittplatzierten Niederländerin Kira Toussaint. Mit der Lagenstaffel wurde Harris Fünfte. Die 4-mal-100-Meter-Mixed-Lagenstaffel mit Medi Harris, James Wilby, Jacob Peters und Anna Hopkin erkämpfte die Bronzemedaille, im Vorlauf waren Lauren Cox und Greg Butler dabei. Im Dezember 2022 bei den Kurzbahnweltmeisterschaften in Melbourne erreichte Harris der 4-mal-100-Meter-Freistilstaffel den siebten Platz. Die britische 4-mal-50-Meter-Mixed-Lagenstaffel mit Medi Harris, Adam Peaty, Benjamin Proud und Anna Hopkin schwamm auf den vierten Platz mit 0,14 Sekunden Rückstand auf die kanadische Staffel.
Bei den Weltmeisterschaften 2023 in Fukuoka erreichte Harris über 100 Meter Rücken das Finale und schlug als Siebte an. Die 4-mal-100-Meter-Mixed-Lagenstaffel mit Medi Harris, James Wilby, Jacob Peters und Anna Hopkin erreichte den fünften Platz. Ende 2023 bei den Kurzbahneuropameisterschaften in Otopeni gewann die 4-mal-50-Meter-Freistilstaffel mit Anna Hopkin, Freya Anderson, Lucy Hope und Medi Harris die Bronzemedaille hinter Schweden und Italien. Über 200 Meter Rücken gewann Harris vor ihrer britischen Mannschaftskameradin Katie Shanahan. Über 100 Meter Rücken wurde sie Zweite hinter Kira Toussaint.
2024 bei den Weltmeisterschaften in Doha siegte die chinesische 4-mal-200-Meter-Freistilstaffel mit dreieinhalb Sekunden Vorsprung vor Freya Colbert, Abbie Wood, Lucy Hope und Medi Harris, die ihrerseits eine halbe Sekunde vor den drittplatzierten Australierinnen anschlugen. Die 4-mal-100-Meter-Mixed-Lagenstaffel mit Medi Harris, James Wilby, Duncan Scott und Anna Hopkin schwamm die schnellste Vorlaufzeit. Im Endlauf waren Medi Harris, Adam Peaty, Matthew Richards und Anna Hopkin 0,41 Sekunden besser als die Vorlaufstaffel und wurden Dritte hinter den Staffeln aus den Vereinigten Staaten und aus Australien. Bei den Olympischen Spielen 2024 in Paris schied Harris mit der 19. Vorlaufzeit über 100 Meter Rücken aus. In der 4-mal-200-Meter-Freistilstaffel schwamm Harris nur im Vorlauf mit, im Finale erreichte die Staffel den fünften Platz.